# Качмарек, Януш
Я́нуш Кази́меж Качма́рек (пол. Janusz Kazimierz Kaczmarek; род. 25 декабря 1961, Гдыня, Польша) — польский политик и юрист. Был генеральным прокурором (2005—2007) и министром внутренних дел и администрации (2007).

## Биография
Качмарек окончил факультет права и администрации Гданьского университета.
В 1988—1993 годах работал в прокуратуре Гданьска. С 1991 года был помощником окружного прокурора в Гданьске. В 1993—2000 годах занимал пост окружного прокурора в Гдыне. В 2000 году он стал окружным прокурором в Гданьске. В 2001 году занимал пост заместителя Генерального прокурора, которым тогда был Лех Качиньский. В 2002 году был назначен на должность Апелляционного прокурора в Гданьске.
31 октября 2005 года назначен на должность Генерального прокурора, а в феврале 2007 года стал министром внутренних дел и администрации в правительстве Ярослава Качиньского. Этот пост он занимал до 8 августа того же года, когда был отправлен в отставку по обвинению в организации утечки информации об антикоррупционном расследовании, которое велось против министра сельского хозяйства Анджея Леппера. В конце августа Качмарек выступил в Сейме с докладом о прослушивании лидеров оппозиции и членов правительства, санкционированном властями. Этот скандал привёл к развалу правящей коалиции и досрочным парламентским выборам, на которых партия братьев Качиньских потерпела поражение.
30 августа 2007 года Качмарек был задержан на 48 часов по обвинению в препятствовании расследованию и предоставлении ложных показаний. Некоторые наблюдатели в польской прессе первоначально считали этот арест политическим подвохом, предназначенным чтобы заставить замолчать критиков правительства Качиньского. Однако на пресс-конференции 31 августа обвинители представили несколько свидетельств, подтверждающих обвинение представленное Качмареку.
6 сентября 2007 года уголовный суд Варшавы признал, что в аресте Качмарека не было необходимости, хотя и не снял предъявленных ему обвинений.